# Unibet.com (equipo ciclista)
Unibet.com fue un equipo ciclista con licencia sueca, aunque de raíces y estructura belga (equipos Collstrop y Mr.Bookmaker) y disuelto al finalizar la temporada 2007. Unibet.com con su estructura sueca solo estuvieron ese último año aunque el patrocinio de Unibet.com ya comenzó en el 2006.

## Historia

### Ingreso en el ProTour y desaparición
El equipo ingresó en el UCI ProTour (máxima categoría del ciclismo mundial) para la temporada 2007. Sin embargo, el equipo no pudo participar en ninguna de las tres Grandes Vueltas. La negativa por parte de ASO (organizadores entre otros del Tour de Francia o la París-Niza) de aceptar al equipo, pese a que este tenía licencia ProTour, alegando que las leyes francesas prohíben anunciar a compañías de apuestas (con las excepciones de Française des Jeux y PMU). Tras este veto para participar en las principales carreras ciclistas (dado que las demás carreras organizadas por las Grandes Vueltas aprobaron una uniformidad de criterios) a finales de la temporada la empresa Unibet.com anunció que no continuaría con el patrocinio del equipo en 2008.
El equipo neerlandés Cycle Collstrop, de categoría Profesional Continental, fue considerado su sucesor en el pelotón aunque solo permaneció en activo durante el 2008.

## Equipo filial
Durante el 2006 y 2007 tuvo un equipo filial también llamado Unibet.com (en el 2006 Unibet-Davo) aunque con licencia belga y de categoría Continental.

## Material ciclista
El equipo utilizó bicicletas Canyon en su última temporada. Anteriormente utilizó bicicletas Ridley (2003-2006) y Eddy Merckx (??-2002).

## Clasificaciones UCI
La Unión Ciclista Internacional elaboraba el Ranking UCI de clasificación de los ciclistas y equipos profesionales.
Hasta el año 1998, la clasificación del equipo y de su ciclista más destacado fue la siguiente:
| Año  | Clasificación por equipos | Mejor corredor en la clasificación individual | Posición |
| 1995 | 24.º                      | Jo Planckaert                                 | 125.º    |
| 1996 | 22.º                      | Johan Kapiot                                  | 98.º     |
| 1997 | 49.º                      | Frank Høj                                     | 204.º    |
| 1998 | 49.º                      | Tom Desmet                                    | 333.º    |

A partir de 1999 y hasta 2004 la UCI estableció una clasificación por equipos divididos en tres categorías (primera, segunda y tercera). La clasificación del equipo y de su ciclista más destacado fue la siguiente:
| Año  | Categoría | Clasificación por equipos | Mejor corredor en la clasificación individual | Posición |
| 1999 | Segunda   | 28.º                      | Tony Bracke                                   | 382.º    |
| 2000 | Segunda   | 26.º                      | Geert Omloop                                  | 149.º    |
| 2001 | Segunda   | 18.º                      | Peter Van Petegem                             | 57.º     |
| 2002 | Segunda   | 3.º                       | Bert Roesems                                  | 187.º    |
| 2003 | Primera   | 30.º (último)             | Geert Omloop                                  | 95.º     |
| 2004 | Primera   | 26.º                      | Roger Hammond                                 | 63.º     |

A partir de 2005 la UCI instauró los Circuitos Continentales UCI, donde el equipo estuvo registrado dentro del UCI Europe Tour. Estando en las clasificaciones del UCI Europe Tour Ranking, UCI America Tour Ranking, UCI Asia Tour Ranking y UCI Oceania Tour Ranking.
Las clasificaciones del equipo y de su ciclista más destacado son las siguientes (excepto en la PCT Biological passport que solo es clasificación de equipos):

## Palmarés

### Palmarés 2007
UCI ProTour
| Fechas      | Carreras                       | Ganador        |
| 23 de junio | 7.ª etapa de la Vuelta a Suiza | Rigoberto Urán |

Circuito Continental
| Fechas           | Carreras                                         | Ganador                   |
| 19 de enero      | 3.ª etapa del Tour Down Under                    | Baden Cooke               |
| 6 de febrero     | Gran Premio Ouverture la Marsellesa              | Jeremy Hunt               |
| 8 de febrero     | 2.ª etapa de la Estrella de Bessèges             | Baden Cooke               |
| 7 de marzo       | Le Samyn                                         | Jimmy Casper              |
| 9 de marzo       | 1.ª etapa de los Tres Días de Flandes Occidental | Jimmy Casper              |
| 11 de marzo      | Tres Días de Flandes Occidental                  | Jimmy Casper              |
| 31 de mayo       | 2.ª etapa de la Vuelta a Bélgica                 | Gorik Gardeyn             |
| 9 de junio       | 2.ª etapa (2.º sector) de la Bicicleta Vasca     | Rigoberto Urán            |
| 28 de junio      | Campeonato de Suecia Contrarreloj                | Gustav Erik Larsson (CRI) |
| 28 de julio      | 1.ª etapa del Tour de Valonia                    | Luis Pasamontes           |
| 22 de agosto     | 1.ª etapa del Tour de Irlanda                    | Stijn Vandenbergh         |
| 26 de agosto     | Tour de Irlanda                                  | Stijn Vandenbergh         |
| 21 de septiembre | Campeonato de Flandes                            | Baden Cooke               |
| 15 de octubre    | 1.ª etapa del Herald Sun Tour                    | Matthew Wilson            |
| 21 de octubre    | Herald Sun Tour                                  | Matthew Wilson            |

## Plantillas

### Plantilla 2007
| Nombre                 | Nacimiento | Nacionalidad | Equipo 2006                       |
| Matteo Carrara         | 25/03/1979 | Italia       | Lampre-Fondital                   |
| Jimmy Casper           | 28/05/1978 | Francia      | Cofidis, Le Crédit par Téléphone  |
| Baden Cooke            | 12/10/1978 | Australia    | Unibet.com                        |
| Arnaud Coyot           | 06/10/1980 | Francia      | Cofidis, Le Crédit par Téléphone  |
| Tom Criel              | 06/06/1983 | Bélgica      | Neoprofesional                    |
| Markus Eichler         | 18/02/1982 | Alemania     | Team Regiostrom-Senges            |
| Gorik Gardeyn          | 17/03/1980 | Bélgica      | Unibet.com                        |
| Michał Gołaś           | 29/04/1984 | Polonia      | Neoprofesional                    |
| Jeremy Hunt            | 12/03/1974 | Reino Unido  | Unibet.com                        |
| Pieter Jacobs          | 06/06/1986 | Bélgica      | Unibet.com                        |
| Alexander Khatuntsev   | 11/02/1985 | Rusia        | Omnibike Dynamo Moscow            |
| Sergey Kolesnikov      | 10/03/1986 | Rusia        | Omnibike Dynamo Moscow            |
| Gustav Erik Larsson    | 20/09/1980 | Suecia       | Française des Jeux                |
| Jonas Ljungblad        | 15/01/1979 | Suecia       | Unibet.com                        |
| Luis Pasamontes        | 02/10/1979 | España       | Unibet.com                        |
| Víctor Hugo Peña       | 10/07/1974 | Colombia     | Phonak Hearing System             |
| Matthé Pronk           | 01/07/1974 | Países Bajos | Unibet.com                        |
| José Rujano            | 18/02/1982 | Venezuela    | Quick Step-Innergetic             |
| Niels Scheuneman       | 21/12/1983 | Países Bajos | Rabobank                          |
| Gil Suray              | 29/08/1984 | Bélgica      | MrBookmaker-Sports Tech (en 2005) |
| Laurens Ten Dam        | 13/11/1980 | Países Bajos | Unibet.com                        |
| Erwin Thijs            | 06/08/1970 | Bélgica      | Unibet.com                        |
| Rigoberto Urán         | 26/01/1987 | Colombia     | Team Tenax                        |
| Stijn Vandenbergh      | 25/04/1984 | Bélgica      | Unibet.com                        |
| Troels Ronning Vinther | 24/02/1987 | Dinamarca    | Glud & Marstrand-Horsens          |
| Matthew Wilson         | 01/10/1977 | Australia    | Unibet.com                        |
| Marco Zanotti          | 21/01/1974 | Italia       | Unibet.com                        |